# 四姑镇
四姑镇，是中华人民共和国湖北省孝感市大悟县下辖的一个乡镇级行政单位。

## 行政区划
四姑镇下辖以下地区：
竹河村、竹园村、丛岗村、会山村、同兴村、石冲村、羊角村、林业村、桥边村、横山村、北山村、田河村、光明村和四姑村。